# Laccophilus tigrinus
Laccophilus tigrinus – gatunek wodnego chrząszcza z rodziny pływakowatych i podrodziny Laccophilinae.

## Taksonomia
Gatunek ten opisany został po raz pierwszy w 1959 roku przez Félixa Guignota. Jako miejsce typowe wskazano Foret de M’Remani na wyspie Anjouan należącej do Komorów. W obrębie rodzaju zaliczany jest do grupy gatunków alluaudi.

## Morfologia
Chrząszcz o ciele długości od 3,9 do 4,1 mm i szerokości od 2,2 do 2,4 mm. Głowa jest ceglasta do jasnordzawej z ciemnordzawą plamą w tyle, błyszcząca z delikatnym, nieregularnym siateczkowaniem, z wyjątkiem okolicy oczu niepunktowana. Smukłe czułki mają kolor ceglasty do jasnordzawego. Przedplecze również jest ceglaste do jasnordzawego, na przedzie z brązową do ciemnordzawej plamką, wyraźnie mikrosiateczkowane, acz raczej błyszczące, na przedzie i po bokach z nielicznymi i niewyraźnymi punktami, po bokach równomiernie zakrzywione i nieobrzeżone. Na ceglastych pokrywach znajdują się czarne lub ciemnordzawe znaki podłużne, z których cztery wewnętrzne sięgają niemal do ich podstawy, a trzy zewnętrzne kończą się wcześniej pozostawiając barki jasnymi z dwoma lub trzema rozmytymi kropkami. Powierzchnie pokryw są nieco matowe, gęsto siateczkowane oraz z nieregularnymi rzędami delikatnych, nieco rozproszonych punktów. Przedpiersie jest ceglaste do jasnordzawego, zapiersie ciemnordzawe z jaśniejszym przodem, a płytki zabiodrzy niemal czarne po bokach i ciemnordzawo rozjaśnione ku środkowi, szagrynowane. Linie zabiodrzy tworzą tępe wyrostki boczne. Odnóża są jasnordzawe do ceglastych. U samców stopy przedniej i środkowej pary są nieco powiększone i opatrzone przyssawkami. Genitalia samca mają słabo zakrzywione, niemal równomiernie pośrodku rozszerzone prącie pozbawione ostrego ząbka na przynasadowej półce.

## Rozprzestrzenienie
Owad endemiczny dla wyspy Anjouan należącej do Komorów.